# Amphitecna sessilifolius
Amphitecna sessilifolius (J.D.Sm.) L.O.Williams, es una especie de pequeño árbol perteneciente a la familia de las bignoniáceas.

## Distribución geográfica
Se encuentra en Costa Rica, y en Panamá. Está tratado en peligro de extinción por pérdida de hábitat. 
Distribuido ampliamente a partir de mediados a altas elevaciones en Costa Rica, pero solo en una zona restringida de la selva alta en Chiriquí y Bocas del Toro en Panamá, cerca de la frontera de Costa Rica.

## Nombre común
- Castellano:  calabacero, calabacito, guacalillo, jícaro.[1]

## Sinonimia
- *Amphitecna sessilifolius (Donn. Sm.) A.H.Gentry[2]